# Beckah Shae
Rebecca Shocklee (1 de septiembre de 1978), conocida por su nombre artístico Beckah Shae, es una cantante y compositora estadounidense de culto cristiano-pop. Ella está firmada con el sello discográfico independiente Shae Shoc Records que es copropietaria con su esposo y productor Jack Shocklee.

## Historia
Shae recibió su primera nominación al Premio Dove en 2011 en la categoría de Canción Urbana Grabada del Año por "Life". También apareció en Turn Around (A&M) de Jonny Lang, "Funky Jesus Music" de TobyMac, Tonight (ForeFront) y se unió a él en el escenario para una actuación en los Premios GMA Dove 2010. Shae coescribió varias canciones y apareció en la canción principal del álbum de Montell Jordan, Shake Heaven (Victory World Music), y actualmente aparece en el EP de Byron "Mr. TalkBox" Chambers, "Show Me the Way" en la canción "Everything Works Together". Shae también aparece en la banda sonora de la película I'm in Love with a Church Girl. Ella ha compartido su testimonio en The 700 Club de CBN y RevolutionTV, condujo "1 Music Village" de JCTV, y ha aparecido en Alabanza al Señor de TBN para su especial de Navidad 2011 con Donnie McClurkin
El sencillo "#putyourloveglasseson" fue lanzado el 12 de abril de 2011.

## Filantropía
Shae ha viajado, promocionando y trabajando junto a ministerios como Kids Alive International, una organización que rescata a niños abandonados y huérfanos. Después de una visita a Kenia en 2010 con Kids Alive, filmó el video musical, "Imagine", de su álbum LIFE, expresando su deseo de "ver a otros abrir sus ojos a la necesidad y hacer una diferencia al involucrarse en el patrocinio, adopción y misiones ". En 2011 viajó con The A21 Campaign a Grecia y actuó como una "valla publicitaria ambulante", con camisas a juego y bocas grabadas, como parte de una iniciativa para crear conciencia sobre la trata de personas. El 28 de julio de 2011 Shae realizó y unió los brazos con la oradora principal, la Dra. Bernice King, hija del Dr. Martin Luther King Jr., en el Almuerzo de Beneficios para Mujeres y Niñas celebrado en el campus de la Universidad de Lipscomb en Nashville, para recaudar fondos para Youth Life Learning Centers (un programa de Youth Life Foundation of Tennessee).

## Discografía

### Álbumes de estudio
- Butterfly (23 de enero de 2006)[15]
- Joy (28 de junio de 2008)[16]
- Life (15 de junio de 2010)[17]
- Destiny (16 de agosto de 2011)[18]
- Scripture Snacks, Vol. 1 (13 de diciembre de 2011)[19]
- Scripture Snacks Vol. 2 (4 de diciembre de 2012)[20]
- Rest (4 de septiembre de 2012)[21]
- Champion (6 de mayo de 2014)[22]
- Mighty (15 de julio de 2016)
- Scripture Snacks, Vol. 3 (25 de octubre de 2017)

### Álbumes de Navidad
- Emmanuel (23 de noviembre de 2010)
- Let It Snow (2 de diciembre de 2016)

### Álbumes para niños
- Scripture Snacks Kids, Fun Size, Vol. 1 (31 de julio de 2015)

### Sencillos
| 2010                                                                                | "Here In this Moment"             | 6  | 31 | Life              |
| 2011                                                                                | "Life"                            | 8  | 33 | Life              |
| 2011                                                                                | "#putyourloveglasseson"           | —  | —  | Destiny           |
| 2011                                                                                | "Most Beautiful Time of the Year" | —  | 23 | Emmanuel          |
| 2012                                                                                | "Overflow"                        | —  | —  | Rest              |
| 2012                                                                                | "Gold"                            | 23 | —  | Destiny           |
| 2013                                                                                | "Incorruptible"                   | 30 | —  | Champion          |
| 2013                                                                                | "Turbo Style"                     | —  | —  | Champion          |
| 2014                                                                                | "Pioneer"                         | —  | —  | Champion          |
| 2015                                                                                | "I'll Be Alright"                 | —  | —  | Mighty            |
| 2019                                                                                | "King"                            | —  | —  | non-album singles |
| 2019                                                                                | "Lioness"                         | —  | —  | non-album singles |
| 2019                                                                                | "So Will I (100 Billion X)"       | —  | —  | non-album singles |
| "—" denota que no fue lanzado en este territorio o no trascendió en las carteleras. |                                   |    |    |                   |

Shae también ha tenido éxito en las canciones Gospel Digital en Billboard, donde sus canciones "Here In This Moment" y "Life" alcanzaron el número 3.

### Premios

#### GMA Dove Awards
| Año  | Premio                                  | Resultado |
| ---- | --------------------------------------- | --------- |
| 2011 | Canción Grabada urbana del Año ("Life") | Nominado  |
| 2016 | Scripture Snacks Kids, Fun Size, Vol. 1 | Nominado  |